# Embajada Cristiana Internacional en Jerusalén
La Embajada Cristiana Internacional en Jerusalén (ICEJ) (en inglés: International Christian Embassy in Jerusalem) es una organización cristiana sionista con sede en Jerusalén, Israel.

## Historia
La Embajada Cristiana Internacional fue fundada en 1980 por cristianos evangélicos para expresar su apoyo en el Estado de Israel y en el pueblo judío, específicamente a la promulgación por parte del gobierno israelí de la Ley de Jerusalén, y en protesta por el cierre de las embajadas extranjeras en Jerusalén. El ICEJ es más conocido para ser el anfitrión de una celebración cristiana anual de la Fiesta de los Tabernáculos, que atrae miles de participantes de casi 100 países. El lugar y el nombre se eligieron deliberadamente para demostrar que, a diferencia otros grupos internacionales, sus miembros consideran que Jerusalén es la capital del Estado de Israel.
Las filiales de Israel y Alemania de la Embajada Cristiana Internacional fueron encabezadas por Jürgen Bühler, hijo de Albert Bühler, un soldado de la Wehrmacht que pasó años en un campo de prisioneros ruso después de la Segunda Guerra Mundial. El padre de Bühler recibió la ayuda de dos familias judías, que le ofrecieron atención médica y alimentos. Sesenta años después, Bühler encabezó una campaña para recaudar fondos para la construcción de viviendas para los supervivientes del Holocausto que residían en Haifa.